# Nages-et-Solorgues
Nages-et-Solorgues (okzitanisch: Najas e Solòrgues) ist eine französische Gemeinde mit 2.160 Einwohnern (Stand: 1. Januar 2022) im Département Gard in der Region Okzitanien. Sie gehört zum Arrondissement Nîmes und zum Kanton Calvisson. Die Einwohner werden Nageois genannt.

## Geografie
Nages-et-Solorgues liegt etwa elf Kilometer westsüdwestlich von Nîmes und etwa 14 Kilometer nordnordöstlich von Lunel. Umgeben wird Nages-et-Solorgues von den Nachbargemeinden Saint-Dionisy im Norden, Langlade im Norden und Nordosten, Bernis im Osten und Südosten, Uchaud im Südosten, Boissières im Süden sowie Calvisson im Westen.

## Bevölkerungsentwicklung
| Jahr                       | 1962 | 1968 | 1975 | 1982 | 1990 | 1999 | 2008 | 2020 |
| Einwohner                  | 278  | 327  | 451  | 715  | 1088 | 1295 | 1510 | 2021 |
| Quellen: Cassini und INSEE |      |      |      |      |      |      |      |      |

## Kultur und Sehenswürdigkeiten
- Alte Kirche, heute protestantisch, romanischer Bau, Anfang des 19. Jahrhunderts erbaut
- katholische Kirche Saint-Saturnin, 1840 im neogotischen Stil erbaut
- Prähistorische Siedlungsreste (Monument historique seit 1913) und keltisches Oppidum (Monument historique seit 2006)
- Rathaus

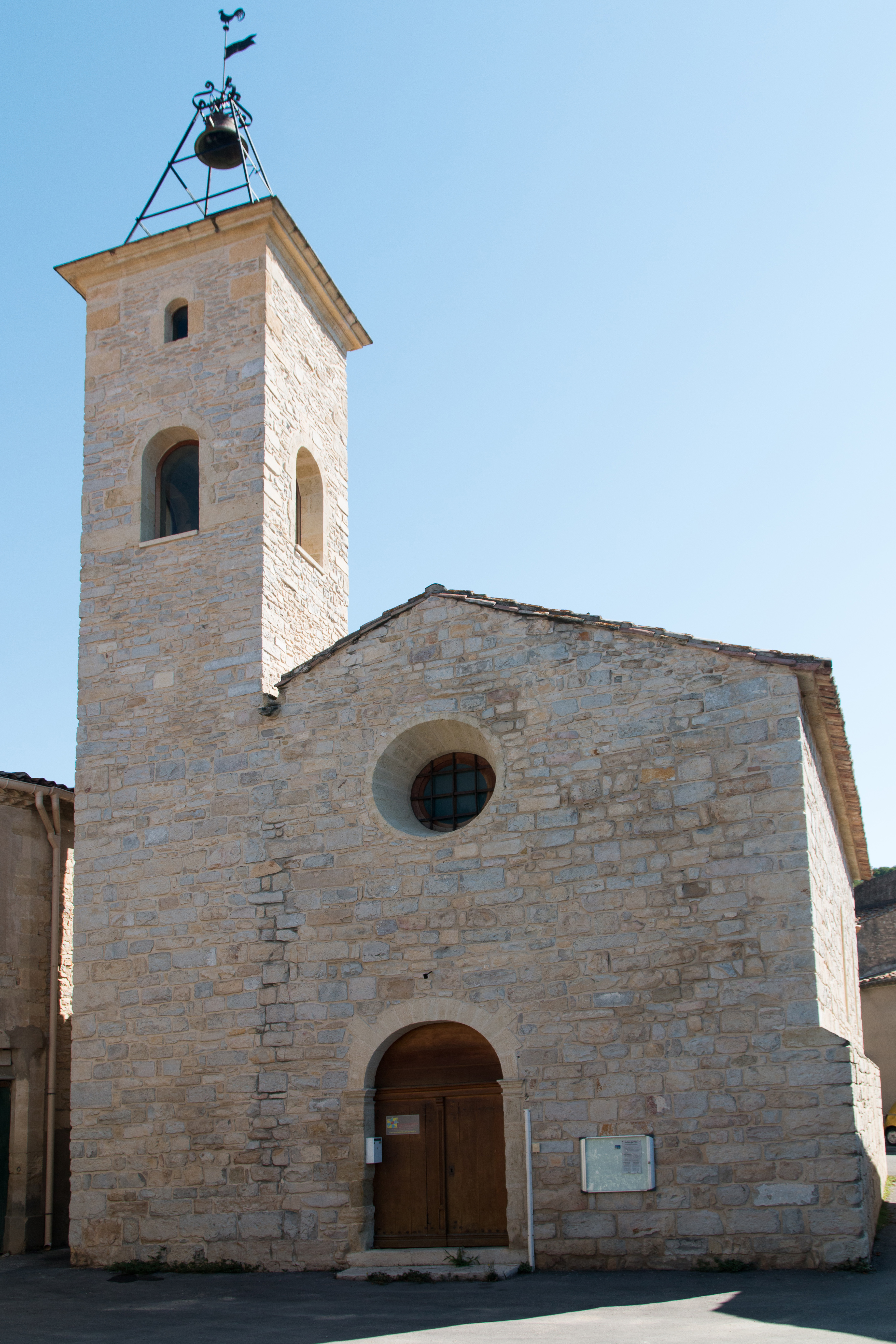
Protestantische Kirche
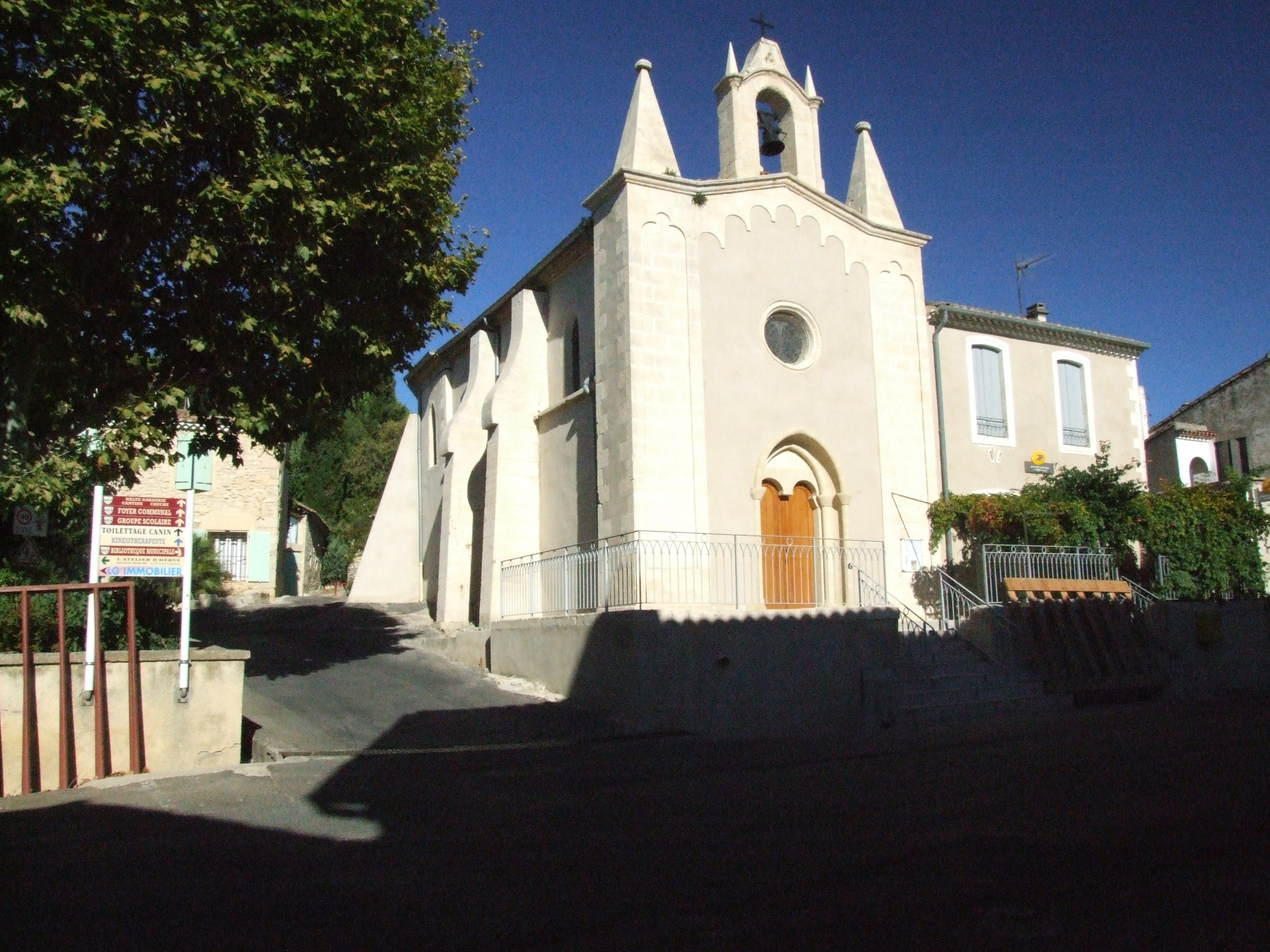
Katholische Kirche Saint-Saturnin
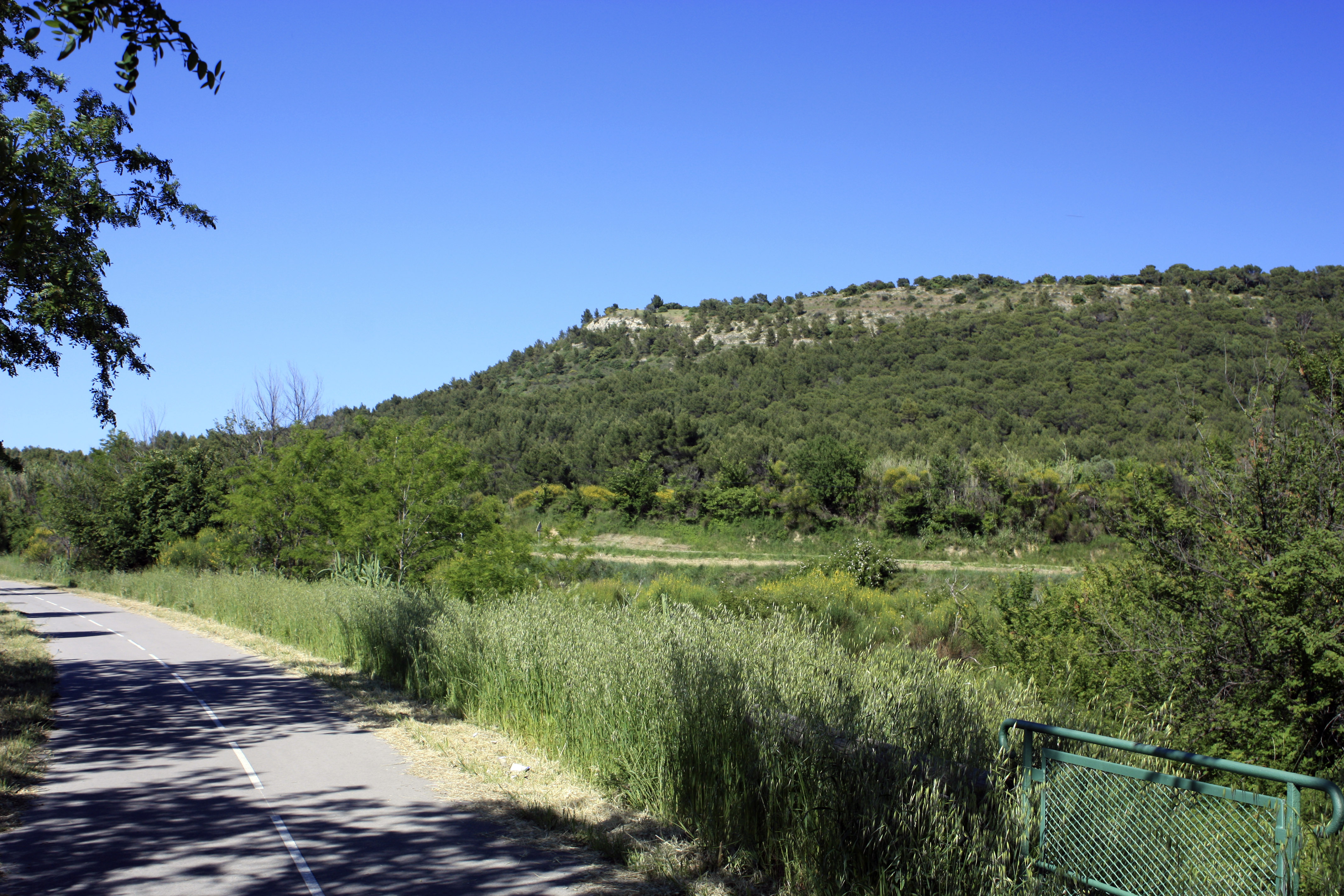
Oppidum von Nages
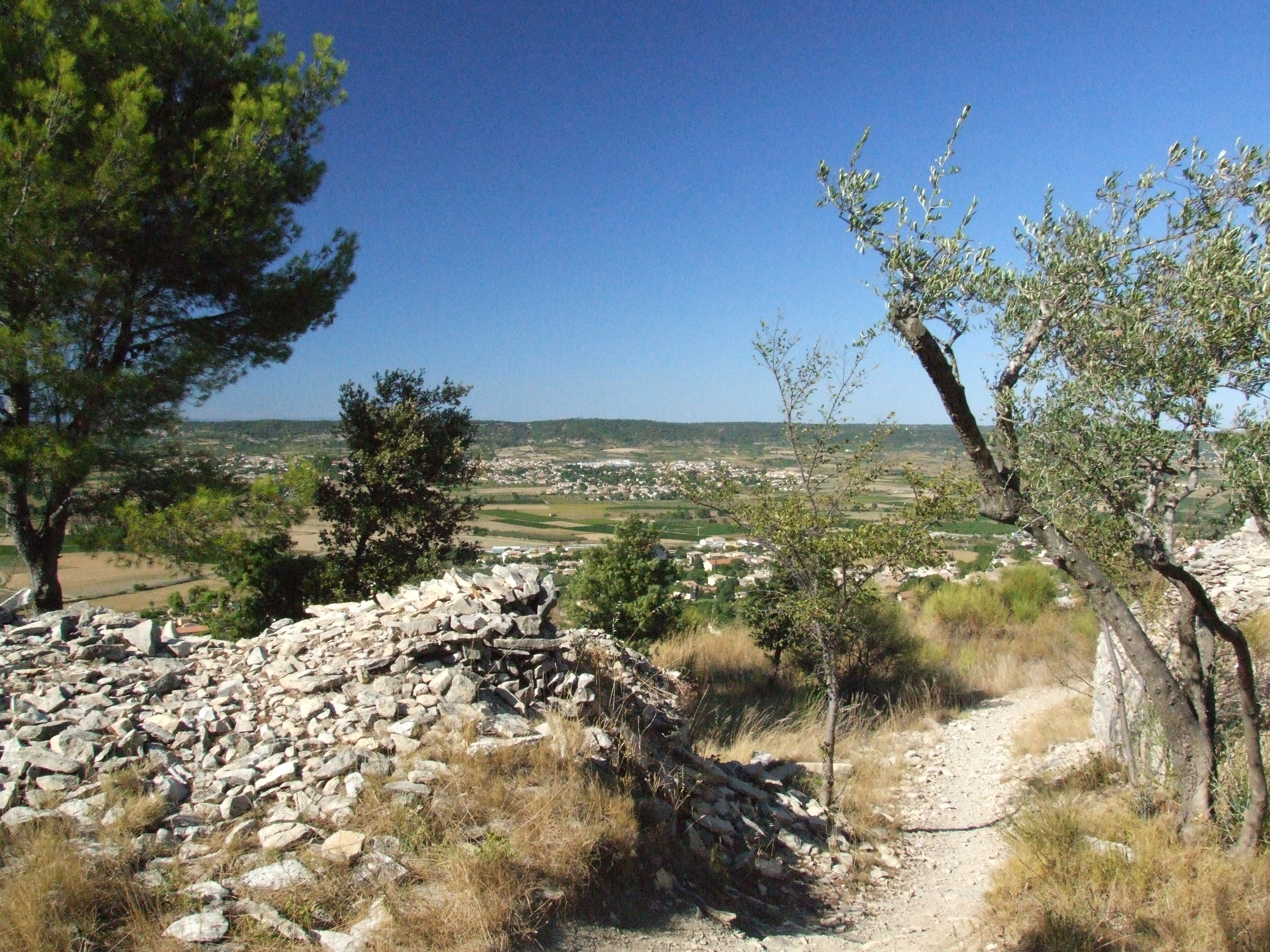
Oppidum Roque de Viou